# Brasilianische Badmintonmeisterschaft 2013
Die Brasilianische Badmintonmeisterschaft 2013 fand als 20ª Copa Sul de Badminton vom 6. bis zum 8. Dezember 2013 im Clube do Professor Gaúcho in Porto Alegre statt.

## Medaillengewinner
| Disziplin    | Gold                                          | Silber                                             | Bronze                                         |
| ------------ | --------------------------------------------- | -------------------------------------------------- | ---------------------------------------------- |
| Herreneinzel | Gabriel Gandara                               | Thomas Moretti                                     | Lucas Alves                                    |
| Herreneinzel | Gabriel Gandara                               | Thomas Moretti                                     | Fabricio Duarte                                |
| Dameneinzel  | Mariana Pedrol Freitas                        | Renata Faustino                                    | Emanuelly Rocha Farias                         |
| Dameneinzel  | Mariana Pedrol Freitas                        | Renata Faustino                                    | Paloma da Silva                                |
| Herrendoppel | Pedro Chen Gabriel Gandara                    | Leonardo Ferreira da Rocha Lucas Constant da Silva | Rafael Lajusticia Rodolfo Salles               |
| Herrendoppel | Pedro Chen Gabriel Gandara                    | Leonardo Ferreira da Rocha Lucas Constant da Silva | Ismael Nascimento Silva Willian Valli Silva    |
| Damendoppel  | Emanuelly Rocha Farias Andreza Miranda Santos | Thayse Cruz Claudia Low                            | Marta Lopes Paloma da Silva                    |
| Damendoppel  | Emanuelly Rocha Farias Andreza Miranda Santos | Thayse Cruz Claudia Low                            | Alice Morais Jessica Oliveira                  |
| Mixed        | Thomas Moretti Mariana Pedrol Freitas         | Gabriel Gandara Marta Lopes                        | Lucas Constant da Silva Andreza Miranda Santos |
| Mixed        | Thomas Moretti Mariana Pedrol Freitas         | Gabriel Gandara Marta Lopes                        | Rodolfo Salles Thayse Cruz                     |